# Пигмалион и Галатея (картина Жерома)
«Пигмалион и Галатея» (фр. Pygmalion et Galatée) — картина французского художника Жана-Леона Жерома, написанная им в 1890 году. Жером получил достойное академическое образование и обзавёлся значительными связями в мире искусства, познакомившись в том числе с Полем Деларошем, Шарлем Глейром и Теофилем Готье. Пользуясь успехом на ниве государственных заказов, он постепенно склонялся к ориентализму, а также занялся скульптурой. В этой картине Жером обратился к классическому мифу о Пигмалионе — мастеру резьбы по слоновой кости и созданной им девушке-скульптуре, которую по его просьбе оживила богиня Афродита. В работе запечатлён момент когда Пигмалион понял, что Галатея ожила, и они сливаются в поцелуе. Перед написанием картины, Жером вылепил из гипса и вытесал из мрамора несколько композиций с данным сюжетом, неоднократно повторённым им в разных интерпретациях в живописи и скульптуре. Пройдя через несколько частных собраний, в настоящее время картина выставляется в Метрополитен-музее в Нью-Йорке.

## История

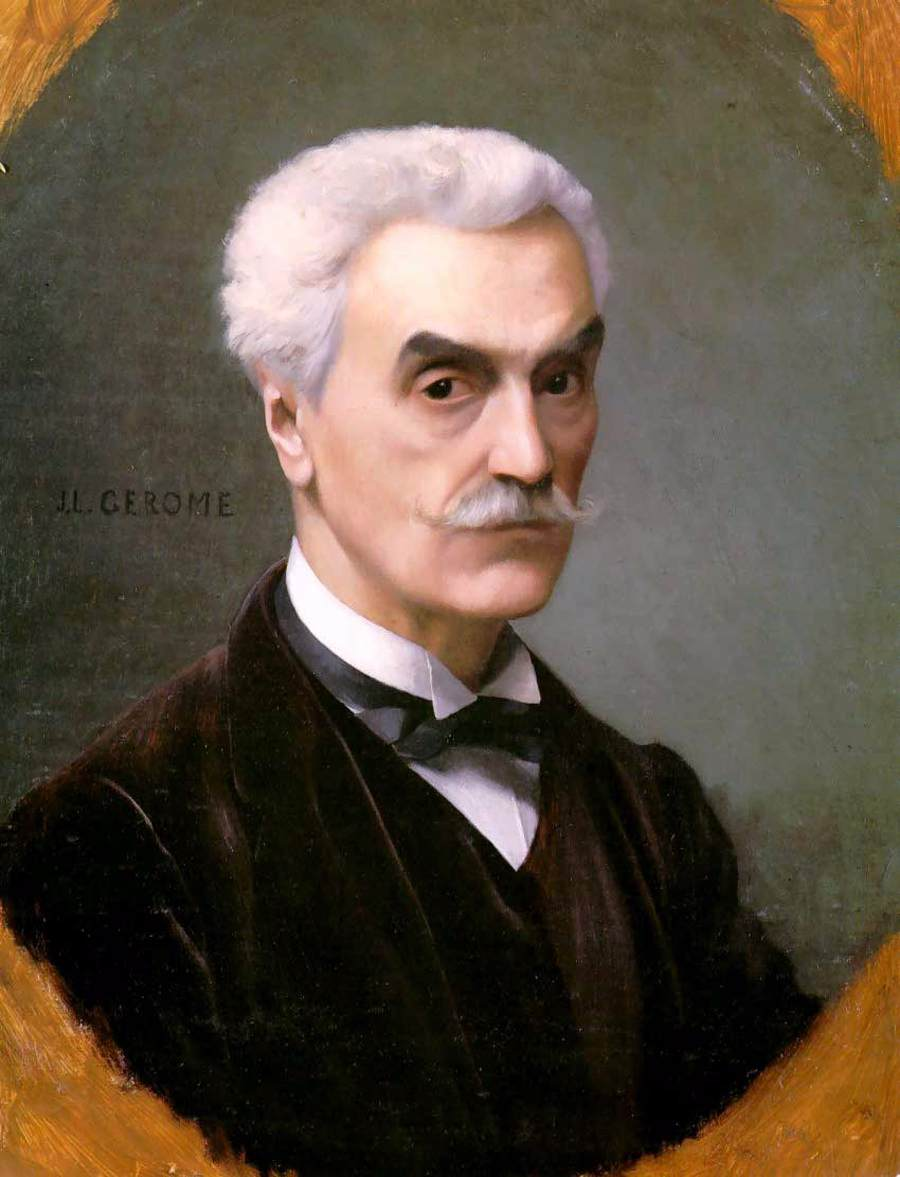
Жан-Леон Жером. Автопортрет, 1886 год.

Французский живописец Жан-Леон Жером (1824—1904) родился в семье ювелира и торговки в небольшом городке на швейцарской границе. Окончив школу с отличием в химии, физики и живописи, в возрасте 16 лет он отправился в Париж, где поступил в художественную студию Поля Делароша, находившегося в то время на пике своей славы. Получив достойное академическое образование, Жером отправился в Италию вместе с Деларошом, закрывшим свою студию. После возвращения на родину, Жером некоторое время проработал с Шарлем Глейром и в 1847 году выставил свои первые картины на парижском салоне 1847 года, где был замечен поэтом и критиком Теофилем Готье, привлекшего внимание публики к молодому художнику, на которого сразу посыпались как государственные, так и частные заказы. В середине 1850-х годов Жером совершил свою первую поездку на Ближний Восток, где изучил обычаи разных народов, сохранив страсть к путешествиям на всю оставшуюся жизнь. Используя реализм для изображения фантастического сюжета, Жером стал самым видным представителем ориентализма как нового художественного течения, заключавшегося в изображении экзотических мест и сцен, таких как гарем или невольничий рынок. Его студия была местом встречи художников, актеров и писателей, а сам он стал легендарным и уважаемым мастером, известным своим язвительным остроумием, пренебрежительным отношением к дисциплине, вместе с жёстко регламентированными методами преподавания. Став очень богатым человеком и знаменитым художником, Жером использовал своё положение, чтобы противостоять новым стилям живописи, особенно ненавидимому им импрессионизму.

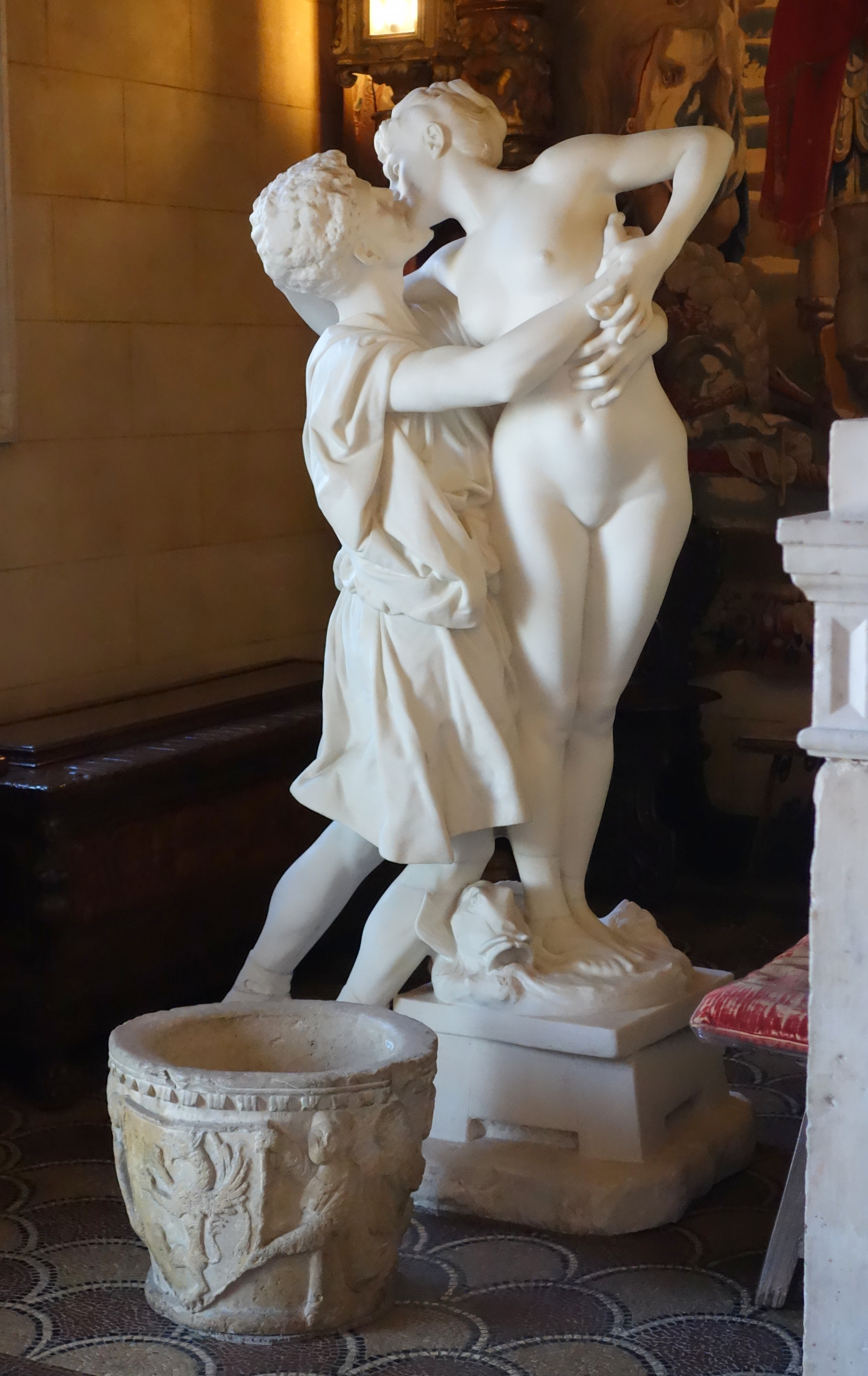
Пигмалион и Галатея, статуя.

В 1878 году Жером заинтересовался скульптурой, в которой проявился его интерес к древнегреческому искусству. Как и большинство скульпторов XIX века, Жером сначала лепил полноразмерную гипсовую модель, по которой вырезал из мрамора готовую статую. В период с 1890 по 1893 год Жером создал несколько живописных и скульптурный вариаций «избитой» темы сказания о Пигмалионе и Галатее из поэмы «Метаморфозы» Овидия, в которой рассказано большое число мифов о том, как боги даруют жизнь фигурам из земли и камня. Именно этот сюжет оказался подходящим для воплощения Жеромом как академистом, стремившимся к скрупулёзной точности в деталях, из-за которых скульптура может показаться живой.
Одинокий кипрский скульптор Пигмалион никак не мог найти свою любовь, будучи разочарованным пороками и несовершенствами смертных женщин, ввиду чего начал высекать из мрамора женскую статую в натуральную величину, в которой бы воплотился его идеал, невозможный среди простых смертных. Чем больше времени он проводил у статуи, тем больше он привязывался к ней, целуя и обнимая её, но сознавая, что его прекрасное творение является лишь жестким и холодным камнем. Находясь в отчаянии, Пигмалион отправился на фестиваль, посвящённый богине красоты и любви Венере, где попросил у неё найти ему похожую на статую жену, не решившись из-за чувства стыда сказать о своём стремлении оживить мраморную женщину. Венера, услышавшая мольбу Пигмалиона и знавшая о его истинном желании, решила исполнить его мечту. Когда Пигмалион вернулся домой, он поднялся на пьедестал к каменной статуе и как прежде поцеловал её, ожидая того же обычного холодного ощущения. Однако его губы почувствовали тепло, а твердый камень под его руками стал смягчаться и отвечать на его прикосновения. В чувстве изумления и восторга скульптор продолжал целовать и обнимать своё ожившее творение, заверяя себя в том, что желание всей его жизни оказалось не просто мечтой.

## Судьба

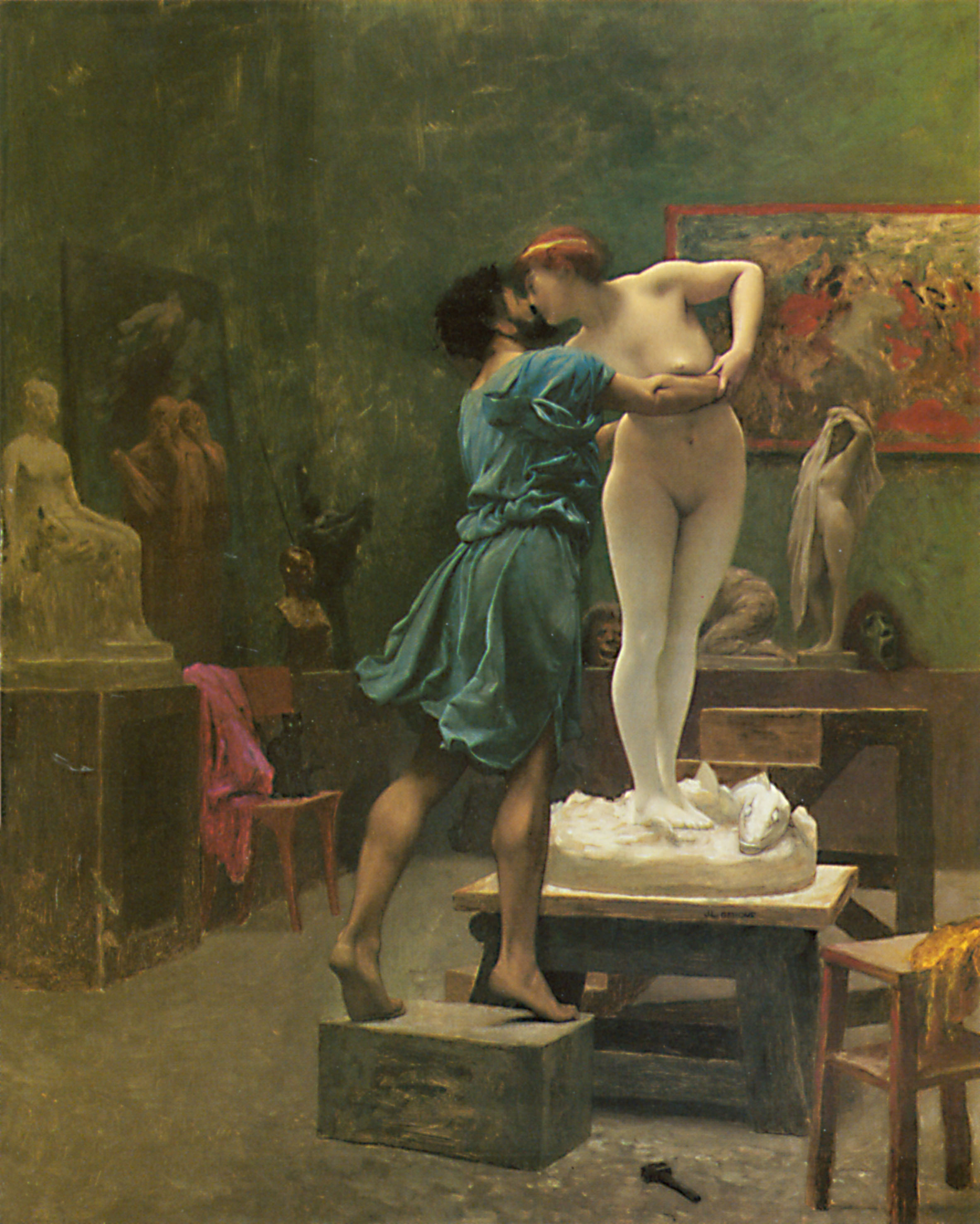
«Пигмалион и Галатея», вариант.

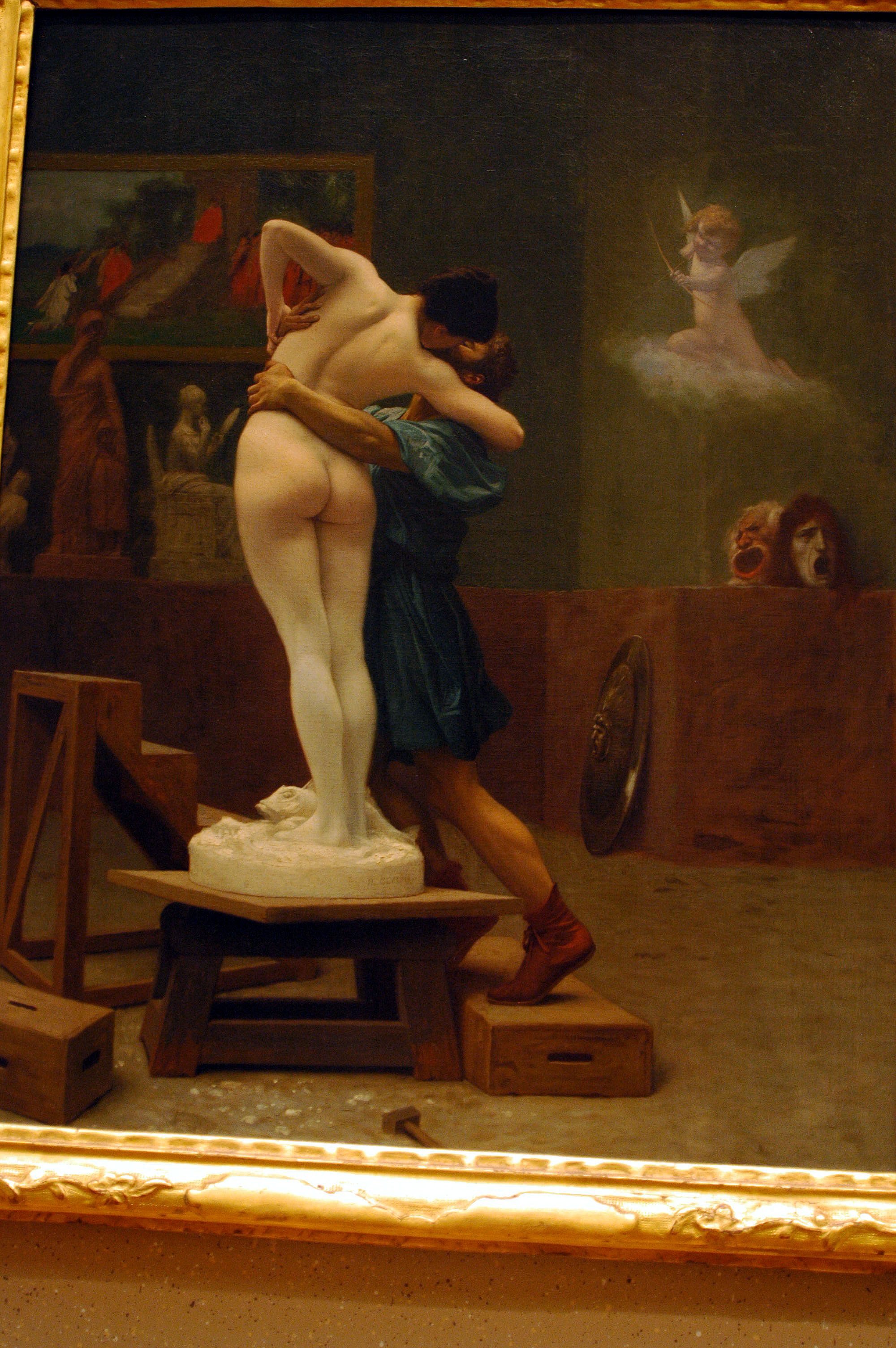
«Пигмалион и Галатея» в Метрополитен-музее.

Данная картина является самой известной из трёх версий, написанных, вероятно, по полихромной гипсовой, а впоследствии мраморной статуе работы Жерома, выставлявшейся на парижском салоне 1892 года (коллекция Херст-касла, Сан-Симеон, штат Калифорния, США). К тому времени уже было хорошо известно, что античные статуи являлись цветными. На всех картинах был изображён момент, когда статуя Галатеи обрела жизнь с помощью Афродиты по просьбе Пигмалиона, но с нескольких сторон, в связи с чем зритель может наблюдать за происходящим с разного ракурса.
В 1892 году картина была куплена Чарлзом Тайсоном Йерксом у Жерома через парижскую компанию «Boussod, Valadon & Cie» за 11,250 французских франков. В то же время, одна уменьшенная копия картины была продана российскому императору. Оригинал хранился в Мендельсон-холле в Нью-Йорке, и через пять лет после смерти Йеркса, в 1910 году, за 4 тысячи долларов США был продан Филипу Генри Дугро, а в 1927 году куплен Луисом С. Рэгнером. В настоящее время картина находится под номером 27.200 в коллекции Метрополитен-музея в Нью-Йорке (штат Нью-Йорк, США).

## Описание
На картине изображён наиболее яркий и характерный момент мифа, когда конфликт между холодной жёсткостью статуи и мягким теплом умелого резчика по камню сменяется пониманием Пигмалиона, что он своим поцелуем оживил Галатею. Первый взгляд на картину сразу направляется на полностью обнажённую женщину-статую как самую лёгкую и контрастную фигуру, являющуюся центром полотна. Галатея стоит спиной к зрителю на специальной поворачивающейся платформе, за которой работал скульптор. На основании статуи у её ног находится высеченная из камня рыба, являющаяся намёком Жерома на то, что Галатея фигурирует в греческой мифологии как морская нимфа. Превращение жёсткого камня в живую плоть начинается чуть выше колен Галатеи, таким образом мягко разделяя её тело на живую теплую розовую верхнюю и холодную белую нижнюю части. Пигмалион, стоящий на кончиках пальцев ног на деревянном ящике, тянется к Галатее, страстно целуя и крепко обнимая её. Галатея, согнувшись, отвечает объятьями на энергичный порыв Пигмалиона, признаком которого является развевающаяся рабочая синяя тога и лежащий на полу молоток, оброненный после того как он понял, что желание сбылось. В правом верхнем углу в воздухе парит бог любви Амур, направляющий стрелу на счастливую пару.
Слева Галатеи стоит ступенчатая лестница, соотносимая с положениями ног Пигмалиона и Галатеи, будто бы они в объятьях в какой-то момент продолжат своё движение. Прямо напротив Пигмалиона слева Галатеи находится ещё один деревянный ящик, вносящий в нижнюю часть картины некоторую долю симметрии при наличии сильной диагональной оси, создаваемой расположением лестницы. С правой стороны картины к стене прислонён щит воина, символизирующий некоторую жертвенность происходящего и победу над смертью. На полке стоят две театральные маски с гипертрофированными чертами лица — мужская и женская, представляющие традиционную пару комедии и трагедии, намекая на некую театральность сюжета и наигранность эмоций. На левой стороне картины полка продолжается, и на ней стоят три статуэтки, относящиеся к сюжету данного мифа: бюст Дианы, олицетворяющей целомудренную скромность, которую искал Пигмалион среди распущенных кипрских женщин; мать, обнимающая своего ребёнка, является символом материнства и отсылкой к Галатее с сыном Пафосом, рождённым от Пигмалиона; женщина, сидящая в кресле и держащая в руке зеркало, представляет презираемых Пигмалионом тщеславных киприоток, заботящихся лишь о своей красоте. Над статуэтками висит картина, изображающая пасторальную жизнь в античной Греции.

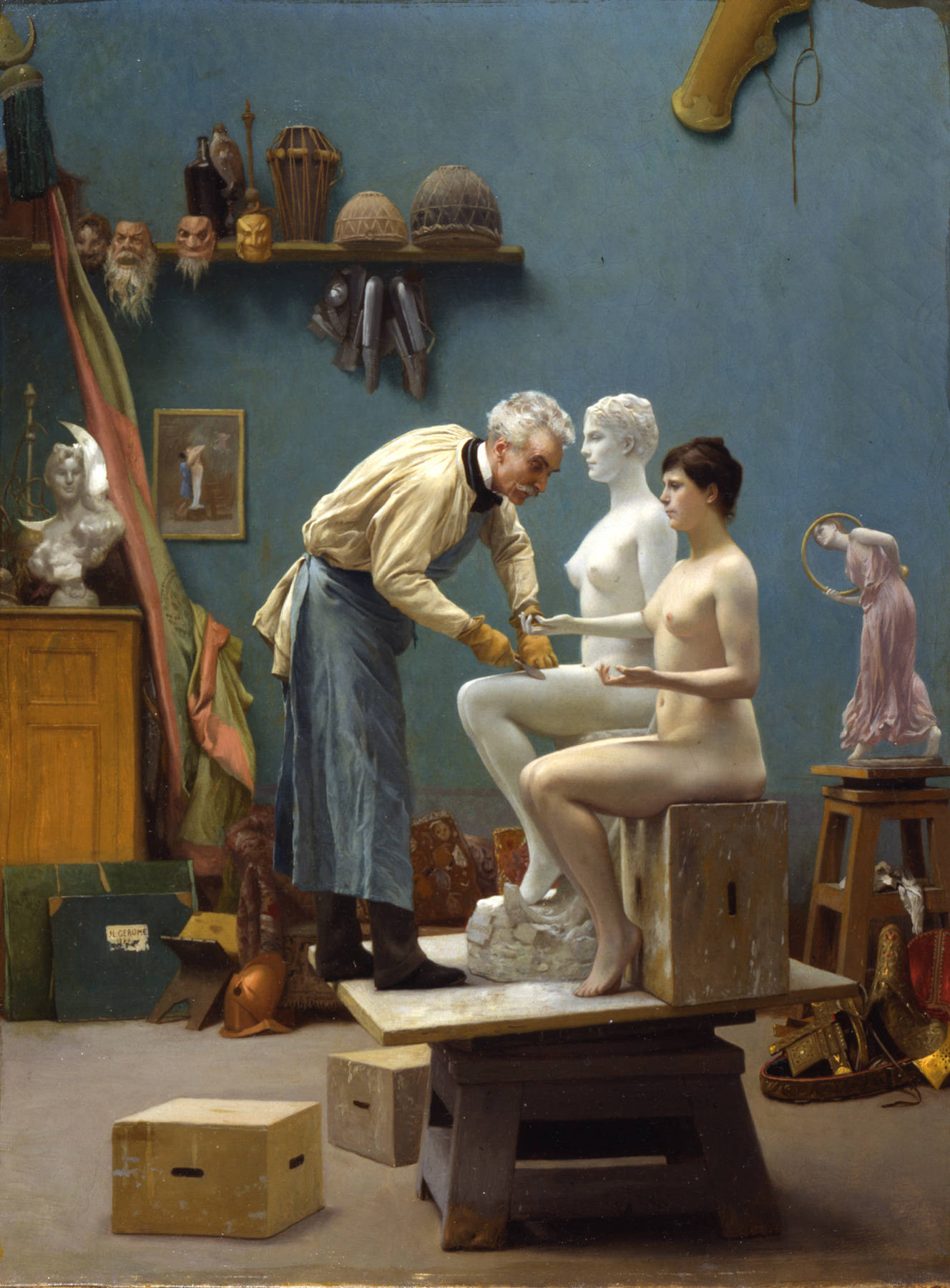
«Художник и модель».

Во многих картинах Жерома, в частности в работе «Фрина перед Ареопагом», показаны сцены из жизни общества, в котором доминируют мужчины, а женщины считаются неполноценными. В данной картине Галатея стоит выше Пигмалиона, и для того, чтобы достичь её, он должен подняться до её уровня, либо она должна присесть, чтобы принять его любовь. Однако, так как чистая и нежная Галатея является созданием Пигмалиона, а значит, и его рабыней, она находится в вечном долгу перед ним за полученную жизнь и вынуждена любить его, несмотря на свои собственные желания. Возможно в картине также содержится отсылка к политической жизни Франции времён Жерома, когда победа демократии казалась фантастикой, как и ожившая Галатея.

## Влияние
Репродукция картины висит на стене фона двух версий работы Жерома «Модель скульптора» 1890—1895 годов, где он изобразил себя лепящим статую танагрянки с сидящей около него натурщицей Эммой рядом с масками и доспехами гладиатором в нарочно театрализованной обстановке (Хаггин-музей в Стоктоне, штат Калифорния; Художественный музей Данеша в Нью-Йорке, штат Нью-Йорк).